# Петрозаводское сельское поселение
Петрозаводское се́льское поселе́ние — муниципальное образование в Кусинском районе Челябинской области Российской Федерации. В рамках административно-территориального устройства муниципальное образование  соответствует административно-территориальной единице Петропавловский сельсовет.
Административный центр — село Петропавловка.

## История
Статус и границы сельского поселения установлены Законом Челябинской области от 9 июля 2004 года № 244-ЗО «О статусе и границах Кусинского муниципального района, городских и сельских поселений в его составе»

## Население
| 2002  | 2010  | 2011  | 2012  | 2013  | 2014  | 2015  |
| ----- | ----- | ----- | ----- | ----- | ----- | ----- |
| 2265  | ↘1770 | ↘1764 | ↘1734 | ↘1716 | ↘1709 | ↘1679 |
| 2016  | 2017  | 2018  | 2019  | 2020  | 2021  |       |
| ↘1668 | ↘1630 | ↘1597 | ↘1573 | ↘1534 | ↘1470 |       |

## Состав сельского поселения
| № | Населённый пункт | Тип населённого пункта       | Население |
| - | ---------------- | ---------------------------- | --------- |
| 1 | Глухой Остров    | деревня                      | ↘19       |
| 2 | Каскиново        | деревня                      | ↘233      |
| 3 | Петропавловка    | село, административный центр | ↘1393     |
| 4 | Петрушкино       | деревня                      | ↘41       |
| 5 | Старая Арша      | деревня                      | ↘45       |
| 6 | Терехта          | деревня                      | ↗11       |
| 7 | Туктарово        | деревня                      | ↘28       |